# Gymnoscelis sara
Gymnoscelis sara är en fjärilsart som beskrevs av Robinson 1975. Gymnoscelis sara ingår i släktet Gymnoscelis och familjen mätare. Inga underarter finns listade i Catalogue of Life.